# Ashley Fink
Ashley Rae Fink (* 20. listopadu 1986) je americká herečka. Její nejznámější role jsou Lauren Zizes v televizním seriálu Glee a Carter McMahon v seriálu Huge.

## Osobní život
Narodila se ve městě Houston v Texasu. Hrát začala ve čtyřech letech. Po přestěhování do Los Angeles s její rodinou, se Ashley rozhodla věnovat herectví a navštěvovala střední školu umění, kde začala vystupovat pro větší publikum, například ve hrách The Wizard of Oz nebo You're a Good Man Charlie Brown. Ashley přiznala, že byla ve škole šikanována, ale nenechala se. Má starší sestru Stephanie.

## Kariéra
Ashley se dostala do Hollywoodu, když si zahrála ve filmu Fat Girls, promítaném na filmovém festivalu Tribeca. Také se objevila v televizních seriálech- v Make it or Break It a Huge, ve kterém v současné době vystupuje jako Carter McMahon. Také ji v současnosti můžeme vidět jako Lauren Zizes v seriálu televize Fox, Glee.
Také se objevila ve filmu produkovaném Walt Disney Pictures, Zase ona! a v hororu All About Evil. V současné době natočila svůj filmový debut, který měl premiéru na filmovém festivalu Frameline v San Francisku.
Byla obsazena do seriálu Glee. Na to řekla: „Byla jsem Glee posedlá ještě předtím, než jsem se stala velkou součástí toho. Když jsem dostala scénář, napsala jsem smsku Chrisovi Colferovi (představitel Kurta): „Myslím, že jsem byla právě přijata do Glee klubu.“ Trochu jsem tomu nevěřila, myslela jsem, že ze mě bude punkerka.“ Kritici ji za ztvárnění Lauren velice chválí, stejně jako scénář její postavy. Obdržela několik pozitivních recenzí za epizodu „Comeback“.
V roce 2004 se objevila ve videoklipu zpěvačky Stacie Orrico s názvem "I Could Be the One".

## Filmografie
| Filmy                 | Filmy                        | Filmy                  | Filmy |
| Rok                   | Název                        | Role                   | Poznámky |
| --------------------- | ---------------------------- | ---------------------- | --- |
| 2004                  | The Wedding Video            | Cinnamon               | |
| 2006                  | Fat Girls                    | Sabrina Thomas         | |
| 2008                  | Hacket                       | Grace                  | TV film |
| 2010                  | Zase ona!                    | Sunday                 | |
| 2011                  | Glee: The 3D Concert Movie   | Lauren Zizes/Sama sebe | |
| 2016                  | Falešná snoubenka            | Melody                 | |
| 2017                  | Englishman in L.A: The Movie | Molly Summer           | |
| Televize              |                              |                        | |
| Rok                   | Název                        | Role                   | Poznámky |
| 2005                  | Pohotovost                   | Margo                  | díl: „Probuzení“                                                                                                 |
| 2006                  | Gilmorova děvčata            | dívka                  | díl: „Je to nádherné, je to zázrak“                                                                              |
| 2007                  | Blue                         | Beatrice               | díl: „Pilot“ |
| 2009                  | Make It or Break It          | Dívka                  | díl: „Pilot“ |
| 2009/2010             | Warren the Great             | Ashley                 | vedlejší role, 2 díly                                                                                            |
| 2010                  | Huge                         | Carter McMahon         | vedlejší role, 6 dílů                                                                                            |
| 2009–2011, 2013, 2015 | Glee                         | Lauren Zizes           | vedlejší role; 23 dílů                                                                                           |
| 2011                  | The Glee Project             | Sama sebe              | |
| 2012–2014             | Austin a Ally                | Mindy                  | vedlejší role, 4 díly                                                                                            |
| 2013                  | Anger Management             | Donna                  | díl: „Charlie and Kate's Dirty Pictures“                                                                         |
| 2014–16               | TripTank                     | Různé hlasy            | 12 dílů |
| 2015                  | Tajný život K.C.             | Reena                  | díl: „Pilot“ |
| 2015                  | Myšlenky zločince            | Dana Seaver            | díl: „Til Death Do Us Part“                                                                                      |
| 2015                  | Zombie Basement              | Boo                    | díl: „Zombie Makeover“                                                                                           |
| 2016                  | 12 Deadly Days               | Emily                  | 2 díly |
| 2016                  | Englishman in L.A            | Molly Summers          | 3 díly |
| 2019                  | What/If                      | Lori Parker            | díl: „What Ghosts“                                                                                               |
| Soundtrack            |                              |                        | |
| Rok                   | Název                        | Role                   | Poznámky |
| 2010                  | Glee                         | Lauren Zizes           | Glee: The Music, The Christmas Album Glee: The Music, Volume 5 Glee: The Music, Volume 6 plus písničky mimo alba |